# زهرة قمير
زهرة قمير هي مبارزة جزائرية وُلدت في 18 أبريل 1966، ومثلت الجزائر في دورة الألعاب الأولمبية الصيفية عام 2000 وفي دورة الألعاب الأولمبية الصيفية عام 2004 وفي دورة الألعاب الأولمبية الصيفية عام 2008 في منافسات سيف المبارزة قبل أن تعتزل اللعب وتحترف التدريب. تولت زهرة قمير تدريب منتخب قطر الوطني للمبارزة للسيدات في عام 2012، وتتولى في الوقت الحالي تدريب المنتخب الجزائري للمبارزة.

## المشاركات والميداليات
في عام 2000، شاركت زهرة قمير في بطولة إفريقيا للمبارزة، وتمكنت من إحراز الميدالية الذهبية في منافسات سيف المبارزة، ثُم شاركت في نفس العام في دورة الألعاب الأولمبية الصيفية التي أقيمت في مدينة سيدني بأستراليا، ولكنها خرجت من الدور التمهيدي ولم تتمكن من التأهل لنهائي البطولة في منافسات فردي سيف المبارزة للسيدات، وفي العام التالي شاركت في دورة ألعاب البحر الأبيض المتوسط التي أقيمت في مدينة تونس العاصمة بتونس حيث فازت بالميدالية البرونزية في منافسات فردي السيدات في سيف المبارزة. وفي عام 2004، عادت زهرة قمير لتُشارك مُجددًّا في دورة الألعاب الأولمبية الصيفية التي أقيمت في مدينة أثينا باليونان، غير أنها خرجت من الدور التمهيدي للبطولة ولم تتأهل للنهائيات في منافسات فردي السيدات لسيف المبارزة بعدما خسرت مباراتها أمام المبارزة الرومانية آنا ماريا برانزي، وتكرر نفس الشيء في عام 2008 عندما شاركت في دورة الألعاب الأولمبية الصيفية وخرجت من الدور التمهيدي أيضًا بعدما خسرت أمام المبارزة الأمريكية الأمريكية أرلين ستيفنز. ويوضح الجدول التالي أهم المُسابقات والبطولات التي شاركت فيها زهرة قمير، وأبرز الميداليات والألقاب التي حققتها في البطولات والمسابقات المختلفة:
| العام | المسابقة                        | المكان                   | المنافسات                           | الترتيب/الميدالية                   | ملاحظات                                                                    |
| ----- | ------------------------------- | ------------------------ | ----------------------------------- | ----------------------------------- | -------------------------------------------------------------------------- |
| 2000  | بطولة إفريقيا للمبارزة          |                          | منافسات سيف المبارزة - فردي السيدات | المركز الأول (الميدالية الذهبية)    |                                                                            |
| 2000  | دورة الألعاب الأولمبية الصيفية  | سيدني، أستراليا          | منافسات سيف المبارزة - فردي السيدات | لم تتأهل                            |                                                                            |
| 2001  | دورة ألعاب البحر الأبيض المتوسط | تونس العاصمة، تونس       | منافسات سيف المبارزة - فردي السيدات | المركز الثالث (الميدالية البرونزية) |                                                                            |
| 2004  | دورة الألعاب الأولمبية الصيفية  | أثينا، اليونان           | منافسات سيف المبارزة - فردي السيدات | لم تتأهل                            | خرجت من الدور التمهيدي بعدما خسرت أمام المبارزة الرومانية آنا ماريا برانزي |
| 2004  | دورة الألعاب العربية            | الجزائر العاصمة، الجزائر | منافسات سيف المبارزة - فردي السيدات | المركز الأول (الميدالية الذهبية)    |                                                                            |
| 2007  | دورة الألعاب الأفريقية          | الجزائر العاصمة، الجزائر | منافسات سلاح الشيش لفرق السيدات     | المركز الثالث (الميدالية البرونزية) |                                                                            |
| 2008  | دورة الألعاب الأولمبية الصيفية  | بكين، الصين              | منافسات سيف المبارزة - فردي السيدات | لم تتأهل                            | خرجت من الدور التمهيدي بعد خسارتها أمام اللاعبة الأمريكية أرلين ستيفنز     |